# The Sunshine Boys (film)
The Sunshine Boys är en amerikansk komedifilm från 1975 i regi av Herbert Ross.
Filmen bygger på Neil Simons pjäs med samma namn.

## Utmärkelser
Filmen vann ett Golden Globe Award för bästa film – musikal eller komedi 1975.

## Handling
Komikerparet The Sunshine Boys har inte pratat med varandra på mer än tjugo år. Clarks brorson försöker få dem att återförenas i sin TV-show.

## Rollista i urval
- Walter Matthau - Willie Clark
- George Burns - Al Lewis
- Richard Benjamin - Ben Clark
- Lee Meredith - sköterskan i sketchen
- Carol Arthur - Doris Green
- Rosetta LeNoire - Willies sköterska
- Howard Hesseman - reklamfilmsregissören
- F. Murray Abraham - mekanikern
- Phyllis Diller - cameoroll
- Steve Allen - cameoroll